# 192P/Шумейкеров — Леви
Комета Шумейкеров — Леви 1 (192P/Shoemaker-Levy) — короткопериодическая комета семейства Юпитера, которая была обнаружена 15 ноября 1990 года американскими астрономами Кэролин и Юджин Шумейкер, а также Дэвидом Леви с помощью 0,46-м телескопа системы Шмидта Паломарской обсерватории. Она была описана как диффузный объект 13,0 m звёздной величины с сильной конденсацией в центре. Комета характеризуется тенденцией к быстрому нарастанию яркости и такому же быстрому угасанию. Причём кривая блеска кометы асимметрична по отношению к перигелию, — максимальная яркость достигается спустя примерно 50 суток после прохождения перигелия. Комета обладает относительно коротким периодом обращения вокруг Солнца — чуть более 16,4 года.

Орбита кометы Шумейкеров — Леви 1 и её положение в Солнечной системе

Первое восстановление кометы было выполнено австралийским астрономом Робертом Макнотом с помощью 0,5-метрового телескопа Шмидта в обсерватории Сайдинг-Спринг. На полученных им снимках комета выглядела как диффузный объект с магнитудой 18,2 m и небольшой комой в 10 ″ угловых секунд. Текущее положение кометы указывало на необходимость корректировки расчётов орбиты на 4,5 суток. Всего с 1990 по 2007 год комета наблюдалась лишь 36 раз.

## Сближения с планетами
В течение XX и XXI веков комета лишь однажды подходила к Юпитеру на расстоянии менее 1 а. е.
- 0,62 а. е. от Юпитера 9 июня 2006 года.